# PlayStation (marque)
Pour les articles homonymes, voir PlayStation (homonymie).
PlayStation (プレイステーション, Pureisutēshon, abrégé officiellement PS) est une série de consoles de jeux vidéo créée et développée par Sony Interactive Entertainment. La marque est introduite le 3 décembre 1994 au Japon avec le lancement de la console originale PlayStation. Elle se compose désormais de cinq consoles de salon, un centre de médias, un service en ligne, une ligne de contrôleurs, deux ordinateurs de poche, un téléphone, ainsi que plusieurs magazines.

## Histoire
La console d'origine dans la série, la PlayStation, était la première console de jeu vidéo à expédier 100 millions d'unités, 9 ans et 6 mois après son lancement initial. Son successeur, la PlayStation 2, est sorti en 2000. Elle est la console de salon la plus vendue à ce jour, après avoir atteint plus de 160 millions d'unités vendues début 2013. La console suivante, la PlayStation 3, a été dévoilée en 2006. Sony en a vendu plus de 80 millions d'unités dans le monde à fin 2013. La PlayStation 4 sort en 2013 et se vend à 1,5 million d'exemplaires dans les premières 24 heures, devenant la console la plus vendue le plus rapidement de l'histoire. La PlayStation 5 sort en 2020.
La première console portable de la série PlayStation, la PSP, a été vendue à 80 millions d'unités à fin 2013. Son successeur, la PlayStation Vita, qui a été lancée au Japon le 17 décembre 2011 et dans la plupart des autres pays en février 2012, s'écoule à 4 millions d'unités après quelques mois de commercialistion.
Les autres appareils sortis dans le cadre de la série PlayStation sont la PSX, enregistreur vidéo numérique qui a été intégré à la PlayStation et à la PlayStation 2, mais dont la carrière commerciale a été de courte durée en raison de son prix élevé et de sa vente uniquement au Japon; ainsi qu'un poste de télévision Bravia intégrant une PS2. La principale série de manettes utilisées par les consoles de salon PlayStation est la DualShock.

## Services en ligne
Le PlayStation Network est un service en ligne avec plus de 110 millions d'utilisateurs à travers le monde (à partir de juillet 2013). Il comprend un marché virtuel en ligne, le PlayStation Store, qui permet l'achat et le téléchargement de jeux et de diverses formes de multimédia, un service en ligne par abonnement appelé PlayStation Plus et un service de réseau social de jeu appelé PlayStation Home, qui compte plus de 31 millions d'utilisateurs dans le monde (à partir de mars 2013). PlayStation possède aussi son propre service de streaming et de téléchargement de jeu vidéo, le PlayStation Now qui compte 2,2 millions d'abonnés. 